# Knowltonia bracteata
Knowltonia bracteata là một loài thực vật có hoa trong họ Mao lương. Loài này được Harv. ex Zahlbr. mô tả khoa học đầu tiên.